# Lenkiv Kruh, Cernihiv
Lenkiv Kruh (în ucraineană Леньків Круг) este un sat în comuna Karhivka din raionul Cernihiv, regiunea Cernihiv, Ucraina.

## Demografie
Componența lingvistică a localității Lenkiv Kruh
     Ucraineană (94,74%)
     Rusă (2,63%)
     Belarusă (2,63%)
Conform recensământului din 2001, majoritatea populației localității Lenkiv Kruh era vorbitoare de ucraineană (94,74%), existând în minoritate și vorbitori de rusă (2,63%) și belarusă (2,63%).